# Clessidra (montagna)

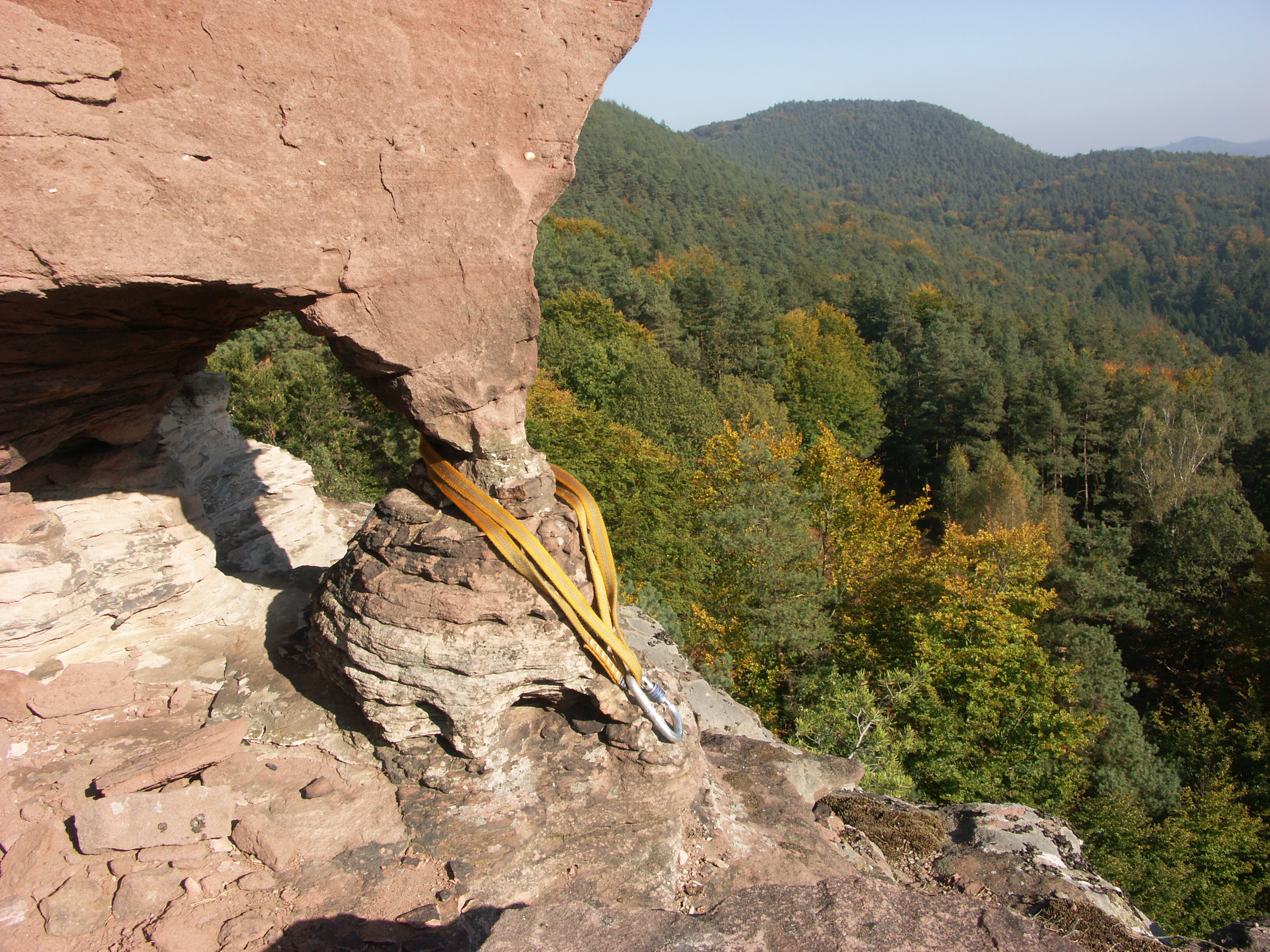
Clessidra utilizzata come punto di ancoraggio

Per clessidra si intende una particolare conformazione rocciosa composta da due buchi nella roccia comunicanti fra loro.
La clessidra, se la piccola colonna di roccia creatasi dalla formazione dei buchi non è friabile ed ha una buona consistenza, viene normalmente utilizzata come punto di ancoraggio di sicurezza (può servire per creare una sosta), oppure per proteggere la progressione del capocordata facendo passare una fettuccia o un cordino attraverso essa e rinviandolo.
La fettuccia può essere fatta passare o strozzando la clessidra (nodo a bocca di lupo) e rinviandone l'asola creatasi, oppure, metodo più sicuro, rinviando le due asole del cordino.